# Polycentropus pentus
Polycentropus pentus är en nattsländeart som beskrevs av Ross 1941. Polycentropus pentus ingår i släktet Polycentropus och familjen fångstnätnattsländor. Inga underarter finns listade i Catalogue of Life.